# Phnom Penh Crown FC
Phnom Penh Crown FC (khm. ក្លឹបបាល់ទាត់ ភ្នំពេញក្រោន) – kambodżański klub piłkarski z siedzibą w Phnom Penh założony w 2001 jako Samart United, sześciokrotny mistrz kraju. Swoje mecze rozgrywa na stadionie RSN w Phnom Penh.
W 2002 w swoim pierwszym sezonie zdobył mistrzostwo kraju. W 2004 zmienił nazwę na Hello United, a przed sezonem 2006 na Phnom Penh Empire. W sezonie 2005 klub wywalczył wicemistrzostwo kraju przegrywając w finale 0:3 z Khemerą. W 2006 ponownie został wicemistrzem Kambodży przegrywając w finale 4:5 z Khemerą. W 2007 klub zajął trzecie miejsce w lidze. W półfinale przegrał z Nagacorp FC 2:4, a w meczu o trzecią pozycję pokonał 4:1 Build Bright University. W 2008 ponownie został mistrzem kraju wygrywając w finale z Preah Khan Reach 1:0. Przed sezonem 2009 klub zmienił nazwę na obecną. W sezonie 2009 zajął 4. miejsce w lidze. W półfinale przegrał z Nagacorp FC 0:2, a w meczu o czwartą pozycję został pokonany 1:2 przez Preah Khan Reach. W 2010 klub ponownie wywalczył mistrzostwo zwyciężając w finałowym meczu 4:3 Preah Khan Reach. W 2011 powtórzył osiągnięcie z poprzedniego sezonu zdobywając 45 punktów. W 2012 zespół zajął 5. miejsce w tabeli po sezonie zasadniczym z 27 punktami i nie dostał się do półfinału. W 2013 drużyna była 3. W półfinale przegrała z Svay Rieng 3:4,  a w meczu o trzecie miejsce wygrała po dogrywce 1:0 z Build Bright United. W 2014 klub po raz piąty w historii został mistrzem kraju, kończąc rywalizację z 54 punktami (o 7 więcej niż zdobył wicemistrz). W 2015 zespół ponownie zdobył mistrzostwo kraju, wygrywając po rzutach karnych dwumecz finałowy play-off z Nagaworld FC. W 2016 klub zajął 5. miejsce w lidze.
Klub jest dwukrotnym zdobywcą Pucharu Kambodży z 2008 i 2009 oraz finalistą pucharu kraju z 2010 roku.